# Süd- und zentralamerikanische Handballmeisterschaft der Männer 2020
Die 1. Süd- und zentralamerikanische Handballmeisterschaft der Männer wurde vom 21. bis 25. Januar 2020 in Brasilien ausgetragen. Sieger wurde die argentinische Männer-Handballnationalmannschaft. Gespielt wurde in drei Hallen in Maringá.

## Teilnehmer
Am Turnier nahmen die Nationalmannschaften aus Argentinien, Bolivien, Brasilien, Chile, Paraguay und Uruguay teil.

## Turnierverlauf
Die sechs Mannschaften traten in Spielen jeder gegen jeden an.

### 21. Januar
| Chile       | – | Uruguay  | 25:28 |
| Argentinien | – | Bolivien | 82:7  |
| Brasilien   | – | Paraguay | 46:19 |

### 22. Januar
| Argentinien | – | Uruguay  | 33:17 |
| Paraguay    | – | Chile    | 22:34 |
| Brasilien   | – | Bolivien | 77:9  |

### 23. Januar
| Bolivien    | – | Uruguay  | 1:55  |
| Argentinien | – | Paraguay | 50:21 |
| Brasilien   | – | Chile    | 32:20 |

### 24. Januar
| Chile    | – | Argentinien | 22:30 |
| Paraguay | – | Bolivien    | 51:8  |
| Uruguay  | – | Brasilien   | 14:31 |

### 25. Januar
| Chile       | – | Bolivien  | 53:7  |
| Paraguay    | – | Uruguay   | 20:34 |
| Argentinien | – | Brasilien | 25:24 |

## Platzierungen
| Pl.         | Verein      | Sp. | S | U | N | Tore      | Diff. | Punkte |
| ----------- | ----------- | --- | - | - | - | --------- | ----- | ------ |
| 1.          | Argentinien | 5   | 5 | 0 | 0 | 0220:910  | +129  | 010:00 |
| 2.          | Brasilien   | 5   | 4 | 0 | 1 | 0210:870  | +123  | 08:20  |
| 3.          | Uruguay     | 5   | 3 | 0 | 2 | 0148:1100 | +38   | 06:40  |
| 4.          | Chile       | 5   | 2 | 0 | 3 | 0151:1190 | +32   | 04:60  |
| 5.          | Paraguay    | 5   | 1 | 0 | 4 | 0133:1690 | −36   | 02:80  |
| 6.          | Bolivien    | 5   | 0 | 0 | 5 | 032:3180  | −286  | 00:100 |
| Quelle: IHF |             |     |   |   |   |           |       |        |

| Legende |                                                                     |
|         | qualifiziert zur Teilnahme an der Weltmeisterschaft 2021 in Ägypten |

## Qualifikation zur Weltmeisterschaft 2021
Die drei besten Mannschaften der Meisterschaft qualifizierten sich direkt für die Teilnahme an der Weltmeisterschaft 2021 in Ägypten.
Für die beiden Mannschaften auf Platz 4 und 5 war die Austragung eines weiteren Turniers in Florida, Uruguay, vorgesehen. Das Turnier mit den Mannschaften aus Chile, Paraguay, El Salvador und Kolumbien wurde wegen der COVID-19-Pandemie zunächst von Juni auf November 2020 verschoben, im Oktober 2020 dann aber komplett abgesagt. Als vierter Teilnehmer an der Weltmeisterschaft wurde der Viertplatzierte bestimmt.

## All Star-Team
In das All Star-Team der Meisterschaft wurden die Brasilianer Leonardo Terçariol (TW), Fábio Chiuffa (RA) und Haniel Langaro (RL), die Argentinier Diego Simonet (RM) und Ignacio Pizarro (LA) sowie die Chilenen Rodrigo Salinas Muñoz (RR) und Esteban Salinas Muñoz (K) gewählt.
Der Argentinier Ignacio Pizarro war mit 35 Treffern erfolgreichste Torschütze.